# Hunger Pains (film 1935)
Hunger Pains è un cortometraggio del 1935 diretto da George Stevens.

## Produzione
Il film fu prodotto dalla RKO Radio Pictures.

## Distribuzione
Distribuito dalla RKO Radio Pictures, il film - un cortometraggio in due bobine - uscì nelle sale cinematografiche USA il 22 febbraio 1935.